# Liste der Ministerien von Thailand
Die königlich thailändische Regierung hat seit dem „Restructuring of Government Agencies Act 2002“ 20 Ministerien.

## Ministerien
| Ministerium                                                                      | Siegel | Minister                                       | Thailändischer Name     |
| -------------------------------------------------------------------------------- | ------ | ---------------------------------------------- | ----------------------- |
| Amt des Ministerpräsidenten von Thailand (OPM)                                   |        | Herr Chousak Sirinil, Frau Jiraporn Sindhuprai | ชูศักดิ์ ศิรินิล, จิราพร สินธุไพร |
| Ministerium für Landwirtschaft und Genossenschaften (MOAC)                       |        | Frau Narumon Pinyosinwat                       | นฤมล ภิญโญสินวัฒน์          |
| Wirtschaftsministerium (MOC)                                                     |        | Herr Pichai Naripthaphan                       | พิชัย นริพทะพันธุ์            |
| Kultusministerium (M-Culture)                                                    |        | Frau Sudawan Wangsuphakijkosol                 | สุดาวรรณ หวังศุภกิจโกศล     |
| Verteidigungsministerium (MOD)                                                   |        | Herr Phumitham Wechayachai                     | ภูมิธรรม เวชยชัย           |
| Bildungsministerium (MOE)                                                        |        | Herr Permpoon Chidchob                         | เพิ่มพูน ชิดชอบ             |
| Energieministerium (MOEN)                                                        |        | Herr Pirapan Salirathavibhaga                  | พีระพันธุ์ สาลีรัฐวิภาค        |
| Finanzministerium (MOF)                                                          |        | Herr Pichai Chunhavajira                       | พิชัย ชุณหวชิร              |
| Außenministerium (MFA)                                                           |        | Herr Maris Sangiampongsa                       | มาริษ เสงี่ยมพงษ์           |
| Industrieministerium (MIND)                                                      |        | Herr Akanat Promphan                           | เอกนัฏ พร้อมพันธุ์           |
| Ministerium für Digitale Wirtschaft und Gesellschaft (MDES)                      |        | Herr Prasert Jantararuangtong                  | ประเสริฐ จันทรรวงทอง      |
| Innenministerium (MOI)                                                           |        | Herr Anutin Charnvirakul                       | อนุทิน ชาญวีรกูล            |
| Justizministerium (MOJ)                                                          |        | Herr Tawee Sodsong                             | ทวี สอดส่อง               |
| Arbeitsministerium (MOL)                                                         |        | Herr Pipat Ratchakitprakarn                    | พิพัฒน์ รัชกิจประการ         |
| Ministerium für Rohstoffe und Umwelt, (MNRE)                                     |        | Herr Chalermchai Sri-on                        | เฉลิมชัย ศรีอ่อน            |
| Gesundheitsministerium (MOPH)                                                    |        | Herr Somsak Thepsutin                          | สมศักดิ์ เทพสุทิน            |
| Ministerium für Hochschulbildung, Wissenschaft, Forschung und Innovation (MHESI) |        | Frau Supamas Issaraphakdee                     | ศุภมาส อิศรภักดี            |
| Ministerium für Soziale Entwicklung und Menschliche Sicherheit (MSDHS)           |        | Herr Varawut Silpa-archa                       | วราวุธ ศิลปอาชา           |
| Ministerium für Tourismus und Sport (MOTS)                                       |        | Herr Sorawong Thienthong                       | สรวงศ์ เทียนทอง           |
| Transportministerium (MOT)                                                       |        | Herr Suriya Juangroongruangkit                 | สุริยะ จึงรุ่งเรืองกิจ         |